# 土耳其松
土耳其松（學名：Pinus brutia）是松屬下的一種植物，原產於地中海東部，最常見於土耳其，因此得名。它一般生長在600（2,000英尺）以下的低海拔地區，在南部溫暖地帶也可以長到1,200（3,900英尺）。其高度在20—35（66—115英尺）之間。

## 外部連結
- NPGS/GRIN - Pinus brutia information
- Photos of trees in Turkey (scroll down page) （页面存档备份，存于）
- Gymnosperm Database - Pinus brutia （页面存档备份，存于）
- Conifers Around the World: Pinus brutia – Calabrian pine